# デンビー・キャッスル (コルベット)
デンビー・キャッスル (HMS Denbigh Castle、K696) はイギリス海軍のコルベット。キャッスル級。

## 艦歴
第二次世界大戦中にスコットランド、アバディーンのJ. Lewis & Sons Ltd で建造された。1942年12月19日発注。1943年9月30日起工。1944年8月5日進水。1944年12月30日就役。
1945年2月、「デンビー・キャッスル」はムルマンスクへ向かうJW64船団の護衛に従事した。その最中の1945年2月13日、「デンビー・キャッスル」はコラ湾入り口でドイツ潜水艦「U992」の雷撃を受けた。「デンビー・キャッスル」はコルベット「ブルーベル」、次いでソ連の曳船に曳航されたが、浸水が進んで座礁させられた後に横転し、全損となった。